# Pulgarcita (película de 1992)
Pulgarcita (Thumbelina en su versión original en inglés y también conocida como La leyenda de Pulgarcita en su estreno en VHS en España) es una película infantil animada basada en el cuento de hadas "Pulgarcita" del escritor danés Hans Christian Andersen. La película fue producida por Diane Eskenazi para American Film Investment Corporation II (que más tarde sería conocida como Golden Films) y estrenada en VHS en Estados Unidos el 8 de junio de 1992 por Trimark Pictures.

## Trama
Una joven más pequeña que un dedo pulgar vive con su padre en el valle a los pies de las montañas. Últimamente, su padre sentía preocupación por el estado del dique, ya que en él se empezaban a notar grietas. Sin duda, al llegar la primavera, la nieve de las montañas se derretiría, subiendo el nivel del agua en el estanque; el dique no resistiría la presión y se rompería, entonces el agua del estanque se precipitaría a través de los prados, ahogando a los Pequeñines que en ellos vivían. El padre cree ser muy viejo para poder caminar el largo viaje hasta el príncipe para avisarle, entonces le pide a su hija que ella se encargue. La joven hará lo que sea por ayudar a su gente y por eso no duda en tomar tan larga y peligrosa jornada. Aunque para una persona normal el Valle de los Tulipanes sería cuestión de unos pasos, para alguien tan diminuto se trata de un larguísimo viaje que llevará meses y también se encontrará con todo tipo de personajes, algunos honrados y de buenas intenciones y otros malvados con intenciones egoístas.

## Distribución doméstica
La versión original estadounidense fue estrenada en VHS el 8 de junio de 1992 por Trimark Pictures.  Al año siguiente, ésta y las demás producciones de American Film Investment Corporation II pasarían a manos de GoodTimes Home Video bajo una licencia de Golden Films.
El 6 de agosto de 2002, la película se estrenó en Estados Unidos en formato DVD junto a Aladino (1992), La bella y la bestia (1992), La sirenita (1992) y algunas películas de Jetlag Productions como parte de la colección "Collectible Classics" ("clásicos coleccionables") de GoodTimes Entertainment.
En España, la película fue estranada en VHS en 1993, titulada La leyenda de Pulgarcita, bajo una licencia de Golden Films para Five Stars Entertainment, que ofreció la película al público como parte de una promoción que incluía ésta y las seis otras producciones de American Film Investment Corporation II.  En septiembre de 2005, la película fue estrenada por Planeta Junior en formato DVD con el simple título Pulgarcita.